# Mesothen flaviventris
Mesothen flaviventris là một loài bướm đêm thuộc phân họ Arctiinae, họ Erebidae.